# Friedrich von Röth

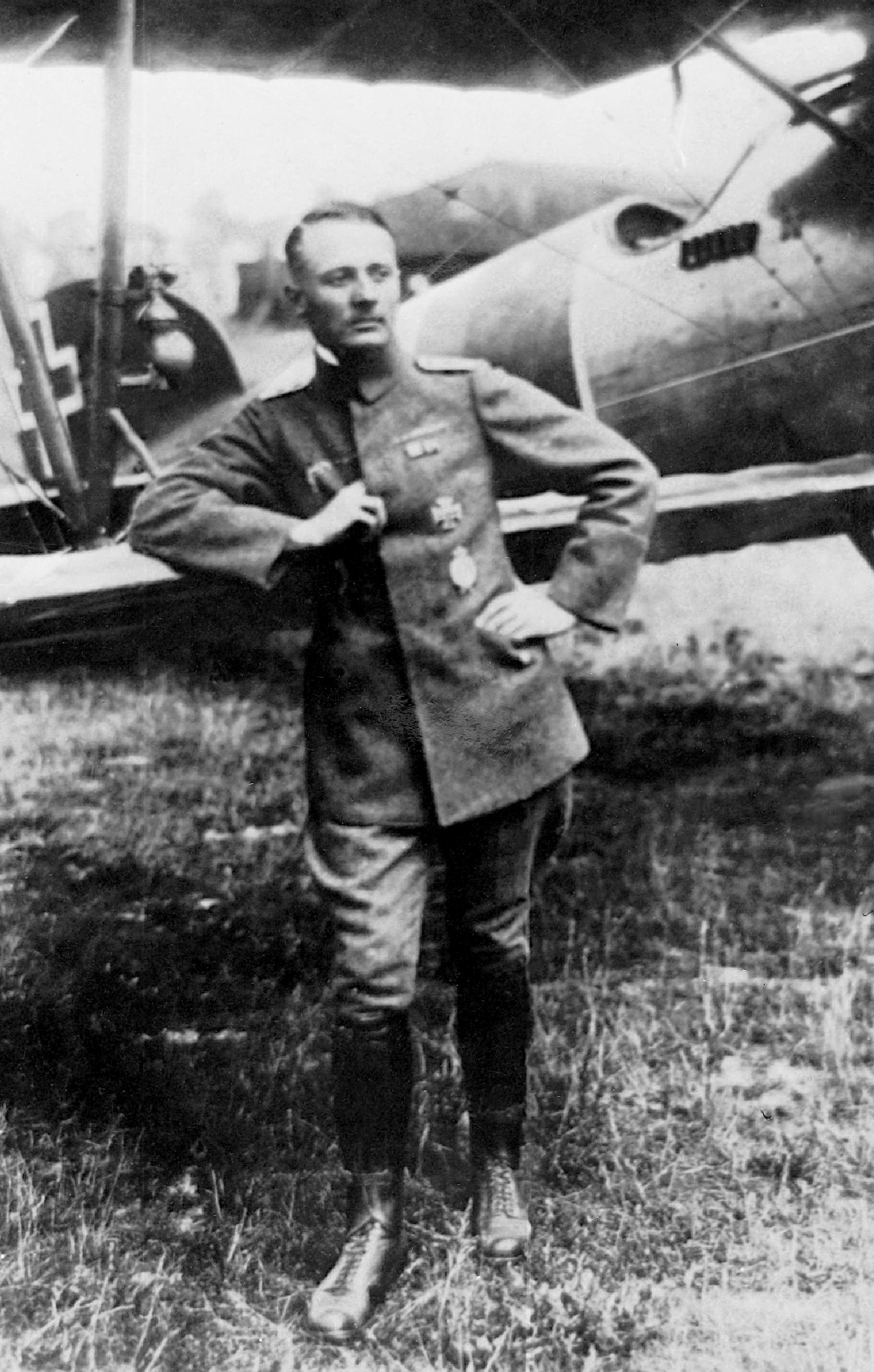
Friedrich von Röth

Friedrich Röth, seit 1918 Ritter von Röth (* 29. September 1893 in Nürnberg; † 31. Dezember 1918 ebenda) war ein deutscher Jagdflieger im Ersten Weltkrieg und Ritter des Ordens Pour le Mérite.

## Leben
Friedrich wurde als mittleres Kind des Fabrikbesitzer Otto Röth und der Hausfrau Marie Röth geboren. Nach seinem Abschluss 1912 am heutigen Melanchthon-Gymnasium diente er als Einjährig-Freiwilliger im 6. Feldartillerie-Regiment „Prinz Ferdinand von Bourbon, Herzog von Calabrien“ der Bayerischen Armee in Fürth. Seinen Beruf als Kaufmann in einem Hamburger Exporthaus unterbrach er für eine achtwöchige Feldübung, von der aus er direkt in den Kriegsdienst berufen wurde.
Bereits am 10. September 1914 wurde Röth schwer verwundet, meldete sich nach seiner Genesung zur Fliegertruppe und wurde im Mai 1915 zum Leutnant der Reserve befördert. Am 31. März 1915 wurde Röth am Tag nach seiner Flugzeugführerprüfung schwer verletzt, als sein Flugzeug wegen Motorschadens aus 150 m Höhe abstürzte.
Im Februar 1917 kam er zunächst zur Flieger-Abteilung (A) 296, einer Artilleriefliegereinheit, wurde aber dann, nach weiterer Ausbildung an der Jagdstaffelschule in Valenciennes, zur bayerischen Jagdstaffel 34b versetzt und kam am 4. Oktober 1917 zur Jasta 23.
Mehrfach verwundet errang er seine ersten drei Luftsiege am 25. Januar 1918, an dem er innerhalb von 10 Minuten drei feindliche Beobachtungsballons abschoss. Durch diesen Sieg errang er sich die Auszeichnung des Ritterkreuzes des Militär-Max-Joseph-Ordens, mit dessen Verleihung er als Friedrich Ritter von Röth in den persönlichen Adelsstand erhoben wurde.
Im April 1918 übernahm er die Führung der Jagdstaffel 16. Am 30. Juli 1918 erzielte er seinen 17. Luftsieg gegen einen Bristol F.2 der No 20 Sqn RAF, der vom irischen Flieger John Cowell geflogen wurde. Cowell war selbst mit 16 Abschüssen ein bekannter britischer Jagdflieger. Am 9. September 1918 erhielt Röth den Orden Pour le Mérite.
Von seinen 28 Abschüssen erzielte Röth 20 Luftsiege gegen Fesselballons. Er errang damit unter den deutschen Jagdfliegern des Ersten Weltkrieges die höchste Zahl an Ballonabschüssen und wurde von den Soldaten als „Fesselballonkanone“ oder „Ballonschorschel von Amiens“ bezeichnet. Es hieß, dass Röth den gefährlichen Angriff auf die oft von Flakgeschützen und Maschinengewehren heftig vom Boden aus verteidigten Ballons bevorzugte, deren Beobachter meist mit dem Fallschirm abspringen konnten, während beim Abschuss von Flugzeugen der gegnerische Pilot meist keine Rettungschance hatte. In einem Brief an seine Schwester schrieb er, dass er jedes Mal hoffe, dass der Ballonbeobachter rechtzeitig abspringe. Der Erfolg eines solchen Ballonabschusses war, dass die feindliche Artillerie für mehrere Stunden zum Schweigen gebracht wurde.
Bei seinem 28. Luftsieg am 14. Oktober 1918 wurde Oberleutnant Röth selbst verwundet und erlebte das Kriegsende im Lazarett. Briefe und Berichte von der Front zeigten, dass der sensible Fritz Röth aufgrund seiner Kriegserlebnisse traumatisiert, an schweren Depressionen erkrankte, die er nicht mehr bewältigen konnte. In der Silvesternacht 1918 erschoss er sich aus Verzweiflung am Bahndamm an der Nürnberger Ostendstraße. Sein Regimentschef, der von der Polizei nach Auffinden der Leiche verständigt worden war, gab zu Protokoll, Röth habe sich aufgrund der deutschen Niederlage im Weltkrieg das Leben genommen.
Fritz Röth wurde am 4. Januar 1919 im Familiengrab auf dem Nürnberger St. Johannisfriedhof (Grabstätte IE / 251) beigesetzt. Heute ist das Grab allerdings ohne Hinweis auf die Familie Röth oder Fritz Ritter von Röth. Es befindet sich heute im Besitz der Familie Gaiser, die das Grab nach dem Auslaufen des Grabbriefes im Jahr 1973 erwarb.

## Ehrungen
Im Nürnberger Stadtteil Schoppershof wurde die Fritz-von-Röth-Straße nach ihm benannt.